# Stadion Broodstraat
Le Stadion Broodstraat est un stade de football qui a existé de 1908 à 1923 à Anvers en Belgique.

## Histoire
Le Royal Antwerp Football Club achète le terrain et y installe sa première tribune en 1908. Le club joue au Stadion Broodstraat jusqu'en 1923. Avec le stade olympique d'Anvers, le Stadion Broodstraat est l'un des deux sites principaux du tournoi de football aux Jeux olympiques de 1920.